# Chambéry
Chambéry là tỉnh lỵ của tỉnh Savoie, thuộc vùng hành chính Auvergne-Rhône-Alpes của nước Pháp, có dân số là 55.786 người (thời điểm 1999).

## Khí hậu
| Dữ liệu khí hậu của Chambéry (1981–2010) | Dữ liệu khí hậu của Chambéry (1981–2010) | Dữ liệu khí hậu của Chambéry (1981–2010) | Dữ liệu khí hậu của Chambéry (1981–2010) | Dữ liệu khí hậu của Chambéry (1981–2010) | Dữ liệu khí hậu của Chambéry (1981–2010) | Dữ liệu khí hậu của Chambéry (1981–2010) | Dữ liệu khí hậu của Chambéry (1981–2010) | Dữ liệu khí hậu của Chambéry (1981–2010) | Dữ liệu khí hậu của Chambéry (1981–2010) | Dữ liệu khí hậu của Chambéry (1981–2010) | Dữ liệu khí hậu của Chambéry (1981–2010) | Dữ liệu khí hậu của Chambéry (1981–2010) | Dữ liệu khí hậu của Chambéry (1981–2010) |
| Tháng                                    | 1                                        | 2                                        | 3                                        | 4                                        | 5                                        | 6                                        | 7                                        | 8                                        | 9                                        | 10                                       | 11                                       | 12                                       | Năm                                      |
| ---------------------------------------- | ---------------------------------------- | ---------------------------------------- | ---------------------------------------- | ---------------------------------------- | ---------------------------------------- | ---------------------------------------- | ---------------------------------------- | ---------------------------------------- | ---------------------------------------- | ---------------------------------------- | ---------------------------------------- | ---------------------------------------- | ---------------------------------------- |
| Cao kỉ lục °C (°F)                       | 17.9 (64.2)                              | 20.5 (68.9)                              | 25.1 (77.2)                              | 29.5 (85.1)                              | 32.7 (90.9)                              | 36.1 (97.0)                              | 38.8 (101.8)                             | 38.8 (101.8)                             | 32.0 (89.6)                              | 29.0 (84.2)                              | 23.3 (73.9)                              | 22.7 (72.9)                              | 38.8 (101.8)                             |
| Trung bình ngày tối đa °C (°F)           | 5.8 (42.4)                               | 7.9 (46.2)                               | 12.6 (54.7)                              | 16.3 (61.3)                              | 20.8 (69.4)                              | 24.6 (76.3)                              | 27.4 (81.3)                              | 26.6 (79.9)                              | 22.0 (71.6)                              | 16.7 (62.1)                              | 10.1 (50.2)                              | 6.4 (43.5)                               | 16.5 (61.7)                              |
| Tối thiểu trung bình ngày °C (°F)        | −1.4 (29.5)                              | −0.7 (30.7)                              | 2.1 (35.8)                               | 5.1 (41.2)                               | 9.7 (49.5)                               | 12.8 (55.0)                              | 14.7 (58.5)                              | 14.2 (57.6)                              | 11.0 (51.8)                              | 7.4 (45.3)                               | 2.5 (36.5)                               | −0.2 (31.6)                              | 6.5 (43.7)                               |
| Thấp kỉ lục °C (°F)                      | −19.0 (−2.2)                             | −14.4 (6.1)                              | −10.3 (13.5)                             | −4.6 (23.7)                              | −1.4 (29.5)                              | 2.8 (37.0)                               | 5.4 (41.7)                               | 5.0 (41.0)                               | 1.0 (33.8)                               | −4.3 (24.3)                              | −10.8 (12.6)                             | −13.5 (7.7)                              | −19.0 (−2.2)                             |
| Lượng Giáng thủy trung bình mm (inches)  | 102.6 (4.04)                             | 91.5 (3.60)                              | 100.0 (3.94)                             | 92.2 (3.63)                              | 104.2 (4.10)                             | 94.8 (3.73)                              | 86.6 (3.41)                              | 91.7 (3.61)                              | 111.8 (4.40)                             | 122.6 (4.83)                             | 105.0 (4.13)                             | 118.0 (4.65)                             | 1.221 (48.07)                            |
| Số ngày giáng thủy trung bình            | 9.8                                      | 8.2                                      | 10.4                                     | 10.3                                     | 11.5                                     | 9.7                                      | 7.9                                      | 8.9                                      | 8.6                                      | 10.8                                     | 10.0                                     | 10.5                                     | 116.6                                    |
| Số giờ nắng trung bình tháng             | 77.7                                     | 104.4                                    | 156.7                                    | 172.8                                    | 202.5                                    | 234.0                                    | 260.1                                    | 232.5                                    | 176.3                                    | 121.4                                    | 71.2                                     | 60.6                                     | 1.870,3                                  |
| Nguồn: Météo France                      |                                          |                                          |                                          |                                          |                                          |                                          |                                          |                                          |                                          |                                          |                                          |                                          |                                          |

## Các thành phố kết nghĩa
- Albstadt trong bang Baden-Württemberg, Đức

## Những người con của thành phố
- Michel de Certeau, nhà xã hội học, triết gia về nghệ thuật
- Joseph de Maistre, nhà văn
- François Sevez, chính khách
- Oliver Giroud, cầu thủ bóng đá